# Иван Янков (опълченец)
Вижте пояснителната страница за други личности с името Иван Янков.
Иван Янков Крански (Крайски) е български опълченец (1877 – 1878) и военен от Македония.

## Биография
Роден е на 17 септември 1859 година в село Крапа, Прилепско, тогава в Османската империя, днес в Северна Македония.
Постъпва в Българското опълчение, изпратен от Българското благотворително дружество „Дружба“ в Браила. На 8 май 1877 година е зачислен в IV дружина, III рота, преномерирана по-късно във II рота. Уволнен е на 16 юни 1878 година.
След Освобождението остава в Свободна България и се установява в столицата София. Служи в Драгунския корпус в София от 1 август 1881 до 19 октомври 1882 година. По-късно служи във Военното училище и е старши унтерофицер. Участва като доброволец в Сръбско-българската война, четник е в IX опълченска дружина. На 1 април 1900 година е уволнен от свръхсрочна и държавна служба.
Участва активно в дейността на Поборническо-опълченското дружество, избиран е в ръководните органи.
Умира на 6 януари 1940 година в София.